# 居士戒
居士戒義爲佛教在家居士（優婆塞、優婆夷）受持的戒律（尸羅）。它可以指：
- 五戒，是佛教戒律的根本戒
- 八戒（八關齋戒），五戒之進階，可以計日受持，不必終生受持
- 十戒（十善戒），即作為戒律行十善業道，非沙彌十戒